# کازوهیکو اینوئه
کازوهیکو اینوئه (انگلیسی: Kazuhiko Inoue; ۲۶ مارس ۱۹۵۴ – ) صداپیشه، و بازیگر اهل ژاپن بود. وی از سال ۱۹۷۳ میلادی تاکنون مشغول فعالیت بوده‌است.